# Фікерешть
Фікерешть, Фікерешті (рум. Ficărești) — село у повіті Алба в Румунії. Входить до складу комуни Відра.
Село розташоване на відстані 326 км на північний захід від Бухареста, 58 км на північний захід від Алба-Юлії, 65 км на південний захід від Клуж-Напоки.

## Населення
За даними перепису населення 2002 року у селі проживали 53 особи, усі — румуни. Усі жителі села рідною мовою назвали румунську.